# Кристијан Фремон
Кристијан Фремон (фр. Christian Frémont; рођ. 1942. у Дордоњи) био је представник председника Француске у Андори. Фремон је по занимању професор књижевности. Наследила га је Силвије Хубак.